# 甄荣典

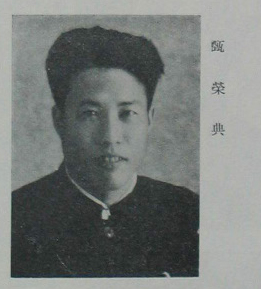

甄荣典（1917年—2000年3月5日），人，中华人民共和国政治人物。
1954年，当选第一届全国人民代表大会代表。后升任华北兵工工会、山西省总工会副主席。